# Sebastian Hohenthal
Sebastian Hohenthal, född 5 november 1984 i Mora, är en svensk racerförare. Han tillhör släkten Hohenthal, som kom till Sverige från Tyskland på 1600-talet.

## Racingkarriär

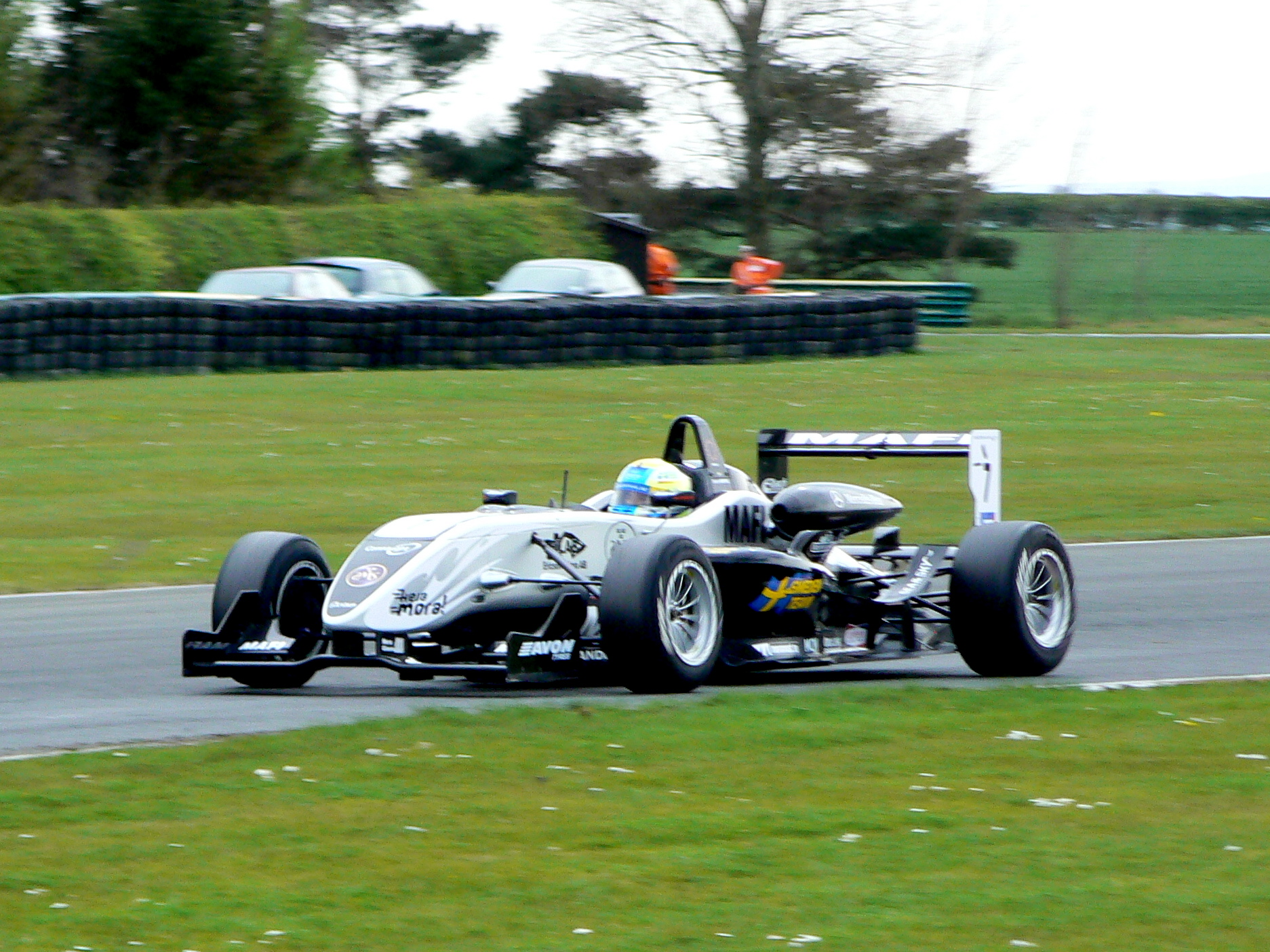
Sebastian Hohenthal på Croft Circuit i brittiska F3-mästerskapet 2008.

Hohenthal vann Formula Renault 2.0 UK 2006. Han vann även en tävling på Brands Hatch i brittiska F3-mästerskapet 2007.
Hohenthal körde i FIA Formula Two Championship 2009 och han slutade på trettonde plats i debutloppet på Circuito Ricardo Tormo i Valencia. Inte heller resten av säsongen blev någon succé, med en sextondeplats totalt, och han valde att åtminstone avbryta sin karriär för ett tag framåt.